# ستيوارت هيو
ستيوارت هيو (بالإنجليزية: Stuart Vaughan)‏ هو مخرج أمريكي، ولد في 23 أغسطس 1925 في تير هوت في الولايات المتحدة، وتوفي في 10 يونيو 2014.

## وصلات خارجية
- ستيوارت هيو على موقع قاعدة بيانات برودواي على الإنترنت (الإنجليزية)